# The Country Girl
The Country Girl és una pel·lícula estatunidenca dirigida per George Seaton, estrenada el 1954. A Espanya es va titular La angustia de vivir. Grace Kelly va guanyar l'Oscar a la millor actriu amb aquest film, contra el pronòstic general que l'esperava per a Judy Garland, per la pel·lícula A Star Is Born.

## Argument
Un escenògraf de Broadway Bernie Dodd (William Holden) intenta ajudar Frank Elgin (Bing Crosby), un cantant i actor que s'ha enfonsat en l'alcoholisme, a tornar a pujar a l'escena. Frank porta una dècada en decadència a causa del sentiment de culpabilitat per la mort del seu únic fill quan el tenia al seu càrrec. La seva esposa Georgie (Grace Kelly) lluita per treure Frank del seu estat, però Bernie creu que és ella l'alcohòlica i la causa del mal paper de Frank als assaigs. Quan descobreix la veritat, però, s'adona que la seva animadversió cap a Georgie amagava una forta atracció. Sentint-se correspost, veu també que no pot prendre Georgie a Frank sense enfonsar-lo.
En l'estrena de l'obra Frank aconsegueix un gran èxit. Bernie creu que, ara que Frank ha refet la seva carrera, Georgie serà lliure de marxar amb ell, però ella decideix quedar-se amb el seu marit..

## Repartiment
- Bing Crosby: Frank Elgin
- Grace Kelly: Georgie Elgin
- William Holden: Bernie Dodd
- Anthony Ross: Philip Cook
- Gene Reynolds: Larry
- Jacqueline Fontaine: cantant de salon
- Eddie Ryder: Ed

## Premis i nominacions
Premis
- 1955: Oscar a la millor actriu per Grace Kelly
- 1955: Oscar al millor guió adaptat per George Seaton
- 1955: Globus d'Or a la millor actriu dramàtica per Grace Kelly

Nominacions
- 1955: Palma d'Or
- 1955: Oscar a la millor pel·lícula
- 1955: Oscar al millor director per George Seaton
- 1955: Oscar al millor actor per Bing Crosby
- 1955: Oscar a la millor fotografia per John F. Warren
- 1955: Oscar a la millor direcció artística per Hal Pereira, Roland Anderson, Samuel M. Comer, Grace Gregory
- 1956: BAFTA a la millor actriu estrangera per Grace Kelly